# Институт проблем механики имени А. Ю. Ишлинского РАН
Учреждение Российской академии наук Институт проблем механики им. А. Ю. Ишлинского РАН выполняет фундаментальные исследования по широкому спектру проблем механики и смежных дисциплин по постановлениям Академии наук, а также в рамках Федеральных и целевых программ, по договорам с различными организациями. ИПМех является ведущим институтом в различных областях общей механики, механики жидкости и газа, механики деформированного твёрдого тела.

## История

### Институт механики АН СССР
Предшественником Института проблем механики им. А. Ю. Ишлинского РАН явился Институт механики Академии наук СССР, который был организован в мае 1939 года в составе Отделения технических наук АН СССР.
Первым директором Института механики был академик Б. Г. Галёркин.
В разные годы в Институте механики сотрудничали видные советские учёные: академики Н. Е. Кочин, М. Д. Миллионщиков, Ю. Н. Работнов, С. А. Христианович, члены-корреспонденты АН СССР А. А. Ильюшин и Н. Г. Четаев, профессор А. А. Никольский.

Большой научно-исследовательский институт — институт, выполняющий большой объём работы малым числом сотрудников.— Б. Г. Галёркин

Учёные в институте высокой квалификации, но многие, если не все, очень далеки от практических нужд, диктуемых жизнью. Весь институт в целом не смог бы составить проект простой табуретки— И. М. Рабинович
В первой половине 1960-х годов Институт механики АН СССР был реорганизован и прекратил своё существование.

### Институт проблем механики
8 января 1965 года в соответствии с Постановлением Президиума Академии наук СССР от 04.12.64 № 385 за подписью президента АН СССР М. В. Келдыша с целью обеспечения развития исследований по новым проблемам механики был организован Институт проблем механики АН СССР. Организатором и первым директором института стал выдающийся учёный-механик нашего времени Александр Юльевич Ишлинский, руководивший Институтом до 1990 года.
Первая структура Института проблем механики АН СССР в 1965 г. включала следующие научные отделы:
1. Отдел физики газодинамических процессов, возглавляемый Ю. П. Райзером
2. Отдел химической механики, возглавляемый Г. И. Баренблаттом
3. Отдел динамики систем и управляемых движений, курируемый А. Ю. Ишлинским
4. Отдел динамики неупругих сред, возглавляемый Н. В. Зволинским
5. Отдел математических методов механики (В. Б. Лидский, О. А. Олейник, М. И. Вишик)
6. Отдел вычислительных методов механики, возглавляемый Л. А. Чудовым
7. Отдел теории упругости и пластичности, возглавляемый А. Л. Гольденвейзером
8. Отдел гидроаэромеханики, возглавляемый Л. А. Галиным

В разные годы в Институте сотрудничали выдающиеся учёные П. Я. Кочина, Е. А. Красильщикова, В. В. Струминский, С. А. Христианович, Г. П. Черепанов и др.
24 июня 2025 года коллектив института награждён орденом Почёта за заслуги в области науки и образования, подготовке высококвалифицированных специалистов.

## Здание института
Первому директору института А. Ю. Ишлинскому предложили на выбор два проекта — высотного здания или приземистого здания той же полезной площади, он выбрал второй вариант.
Первоначально внешняя отделка здания имела фиолетовый оттенок, что послужило народному прозвищу — чернильница.

## Основные направления научной деятельности
- общая механика, динамика космических тел и управляемых аппаратов;
- теория и методы управления динамическими системами;
- создание и функционирование макро- и микроробототехнических, мехатронных комплексов;
- механика жидкости, газа и плазмы;
- механика горения и взрыва;
- физическая механика газовых разрядов и лазерных технологий;
- механика твёрдого тела, физика и механика деформирования и разрушения;
- механика композиционных и наноматериалов;
- трибология;
- механика природных процессов и сред;
- геомеханика;
- математические и вычислительные проблемы механики и физики.

## Структура института
- Лаборатория механики систем
- Лаборатория механики управляемых систем
- Лаборатория робототехники и мехатроники
- Лаборатория механики жидкостей
- Лаборатория механики сложных жидкостей
- Лаборатория физической газовой динамики
- Лаборатория термогазодинамики и горения
- Лаборатория радиационной газовой динамики
- Лаборатория лазерных разрядов
- Лаборатория взаимодействия плазмы и излучения с материалами
- Лаборатория моделирования в механике деформируемого твёрдого тела
- Лаборатория механики прочности и разрушения материалов и конструкций
- Лаборатория механики и оптимизации конструкций
- Лаборатория трибологии
- Лаборатория экспериментальной механики материалов
- Лаборатория геомеханики
- Лаборатория математических методов механики
- Лаборатория вычислительной техники

При Институте работает диссертационный совет Д 002.240.01

## Директора
- Академик А. Ю. Ишлинский (1965—1990)[3]
- Академик Д. М. Климов (1990—2004)[3]
- Академик Ф. Л. Черноусько (2004—2015)[4][5]
- Академик С. Т. Суржиков (2015—2018)[6]
- Доктор физико-математических наук С. Е. Якуш (с 2018)

## Ведущие научные сотрудники
- лауреат Государственной премии РФ Александров, Виктор Михайлович (1936—2012)
- лауреат Государственной премии РФ Акуленко, Леонид Денисович (1942 - 2019)[7]
- член-корреспондент РАН, лауреат Государственной премии РФ Болотник, Николай Николаевич
- член-корреспондент РАН, лауреат Государственной премии РФ Гольдштейн, Роберт Вениаминович (1940 - 2017)
- академик Горячева, Ирина Георгиевна
- лауреат Государственной премии РФ Градецкий, Валерий Георгиевич (1933 - 2020)
- академик Журавлёв, Виктор Филиппович
- заслуженный деятель науки РФ Кукуджанов, Владимир Николаевич (1931 - 2013)[8]
- лауреат Государственной премии РФ Маркеев, Анатолий Павлович
- академик Маслов, Виктор Павлович (1930 - 2023)
- Полянин, Андрей Дмитриевич[9]
- член-корреспондент РАН, лауреат Государственной премии РФ Рагульский, Валерий Валерианович (1943 - 2022)
- лауреат Ленинской премии, лауреат Государственной премии РФ, заслуженный деятель науки РФ Райзер, Юрий Петрович (1927 - 2021)